# Siegfried Deinege

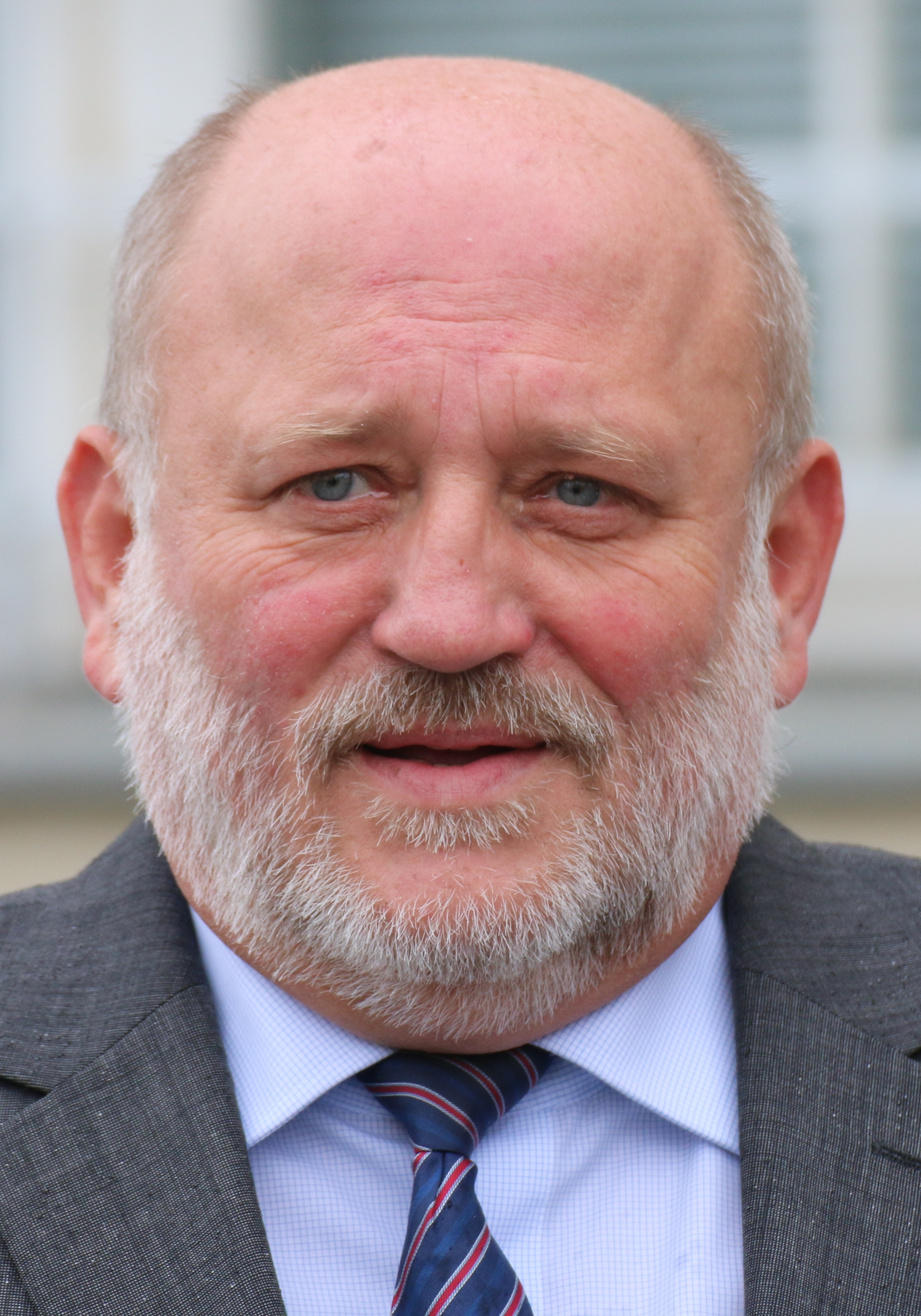
Siegfried Deinege (2016)

Siegfried Deinege (* 19. Mai 1955 in Zabrze) war General Manager bei Bombardier Transportation, Werk Görlitz, und von 2012 bis 2019 Oberbürgermeister der Stadt Görlitz.

## Leben
Siegfried Deinege wurde 1955 in Zabrze (Hindenburg) geboren. 1959 verließ seine Familie die Volksrepublik Polen. Deinege besuchte bis 1971 die Polytechnische Oberschule und machte anschließend seine Fachschulreife. Mit 17 Jahren schloss er 1973 seinen Facharbeiter Metallurgie für Formgebung in Freiberg ab und absolvierte im Anschluss zwischen 1976 und 1979 eine Ingenieursausbildung für Schmiede-, Press- und Ziehtechnik. Im Jahr 1979 begann er als Schmiedeingenieur beim VEB Waggonbau Görlitz. In dieser Zeit trat er in die Sozialistische Einheitspartei Deutschlands (SED) ein und war über mehrere Wahlperioden bis zum Ende der DDR Sekretär der Abteilungsparteiorganisation 4. Er war auch Angehöriger der Kampfgruppen der Arbeiterklasse, einer paramilitärischen Organisation von Beschäftigten in den Betrieben der DDR. Hier wurde er u. a. mit der Medaille für ausgezeichnete Leistungen anlässlich des Internationalen Kampf- und Feiertages der Arbeiterklasse am 1. Mai 1985 geehrt. In den 1980er Jahren schloss er an seine bereits vorhandene Ingenieursausbildung ein Fernstudium im Allgemeinen Maschinenbau an der Technischen Universität Dresden an, schloss dieses mit Diplom ab und wurde 1989 Leiter der Fertigungslenkung.
Mit der Deutschen Wiedervereinigung 1990 musste der Waggonbau Görlitz marktwirtschaftlich ausgerichtet werden. Als Leiter Fertigung, späterer Produktionsdirektor (ab 1995) und General Manager (ab 1998) für Bombardier Transportation beeinflusste er maßgeblich den technologischen Umbau und die Entwicklung des Waggonbauwerks in Görlitz. Im Jahr 2010 wechselte er in die Konzernzentrale in Berlin und koordinierte den Fertigungsprozess in zahlreichen Werken weltweit als General Manager, Head of Operations Performance Management & Production Technology.
Er ist seit 1979 verheiratet, hat zwei Kinder und gilt als begeisterter Motorradfahrer. Deinege lebt mit seiner Familie im Görlitzer Ortsteil Kunnerwitz.
Siegfried Deinege stellte sich als Bewerber zur Wahl für das Amt des Görlitzer Oberbürgermeisters im Jahr 2012. Er wurde im Wahlkampf von einem Wahlbündnis aus Bündnis 90/Die Grünen, Bürger für Görlitz, CDU und FDP unterstützt. Sein Motto lautete „In unser Görlitz muss mehr Zug rein“. Kritiker warfen ihm im Wahlkampf seine Tätigkeit als SED-Parteisekretär in den 1980er-Jahren im Waggonbau vor.
Bei der Oberbürgermeisterwahl am 22. April 2012 errang er 69,82 % der abgegebenen Stimmen und trat das Amt am 16. Juli 2012 an. Im Juni 2019 wurde Octavian Ursu (CDU) zu seinem Nachfolger gewählt.